# Telegraphenradweg

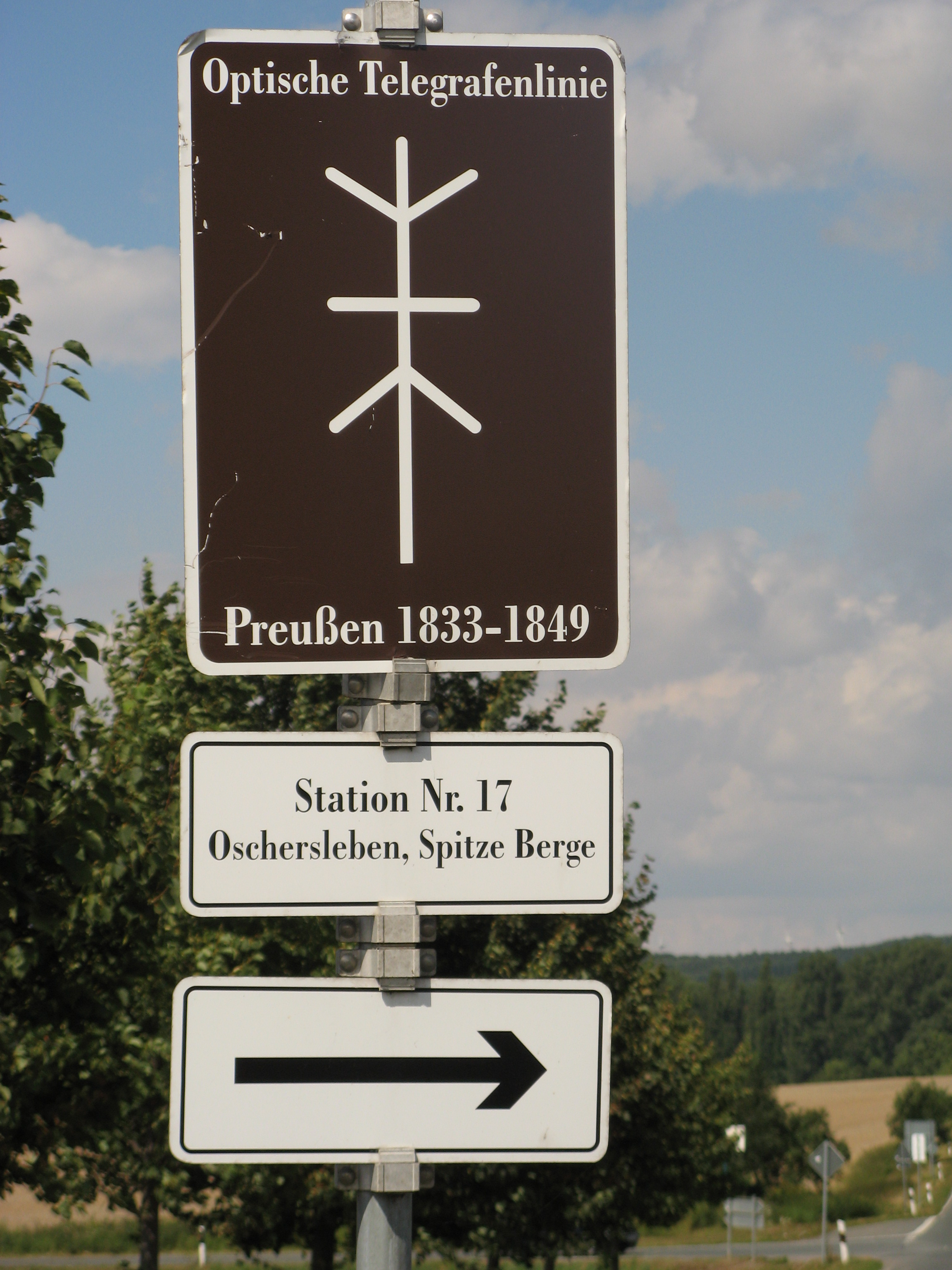
Hinweistafel zu Station Nr. 17 bei Oschersleben

Der Telegraphenradweg Berlin – Koblenz ist ein in Aufbau befindlicher etwa 1000 km langer Radfernweg, welcher der rund 800 km langen Königlich-preußischen optischen Telegraphenlinie Berlin – Koblenz folgt.
Ab 2004 führte der ADFC Radtouren entlang der 1833 bis 1849 betriebenen, längsten optischen Telegrafenlinie Deutschlands. Die Idee eines ausgeschilderten Telegraphenradwegs entstand 2007. In den Folgejahren wurden die Routen zwischen den Stationen bestimmt – die Ausschilderung mit dem Routenwegweiser Telegraphenradweg sollte ab 2011 in Nordrhein-Westfalen und ab 2013 in Sachsen-Anhalt erfolgen. Seit 2014 ist der Telegraphenradweg in den Landkreisen Jerichower Land und Bördekreis in Sachsen-Anhalt beschildert. In Berlin und Brandenburg ist der Telegraphenradweg noch nicht offiziell ausgewiesen. Für Brandenburg gibt es Erkundungen und Vorhaben zur Radwegführung von Berlin bis zur Landesgrenze mit Anschluss an den Telegraphenradweg in Sachsen-Anhalt (Stand 2018).

## Sehenswürdigkeiten am Streckenverlauf
Die Route soll die ehemals 62 Telegraphenstationen Preußens und die Ortschaften entlang der Linie zu einer touristischen Route verbinden. Es ist keine einzige Station heute vollständig im Originalzustand erhalten. Einige Stationen bzw. Masten wurden – oft auch nur symbolisch – nachgebaut. An verschiedenen Orten gibt es rekonstruierte oder restaurierte Telegrafenstationen (siehe Liste der Stationen des preußischen optischen Telegrafen).

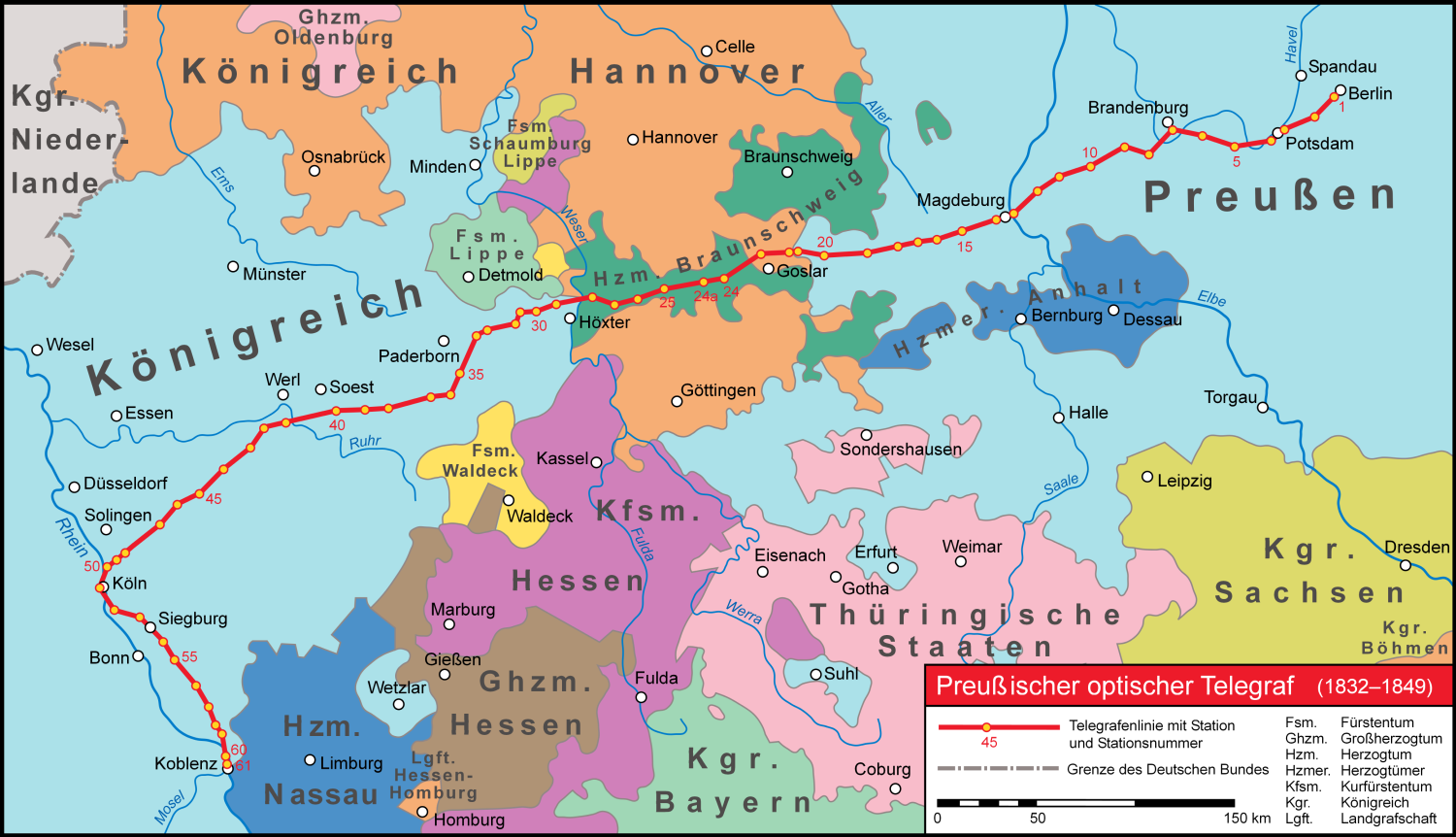
Verlauf der Telegrafenlinie (Liste)